# Министерство национальной безопасности Чехословакии
Министерство национальной безопасности (чеш. Ministerstvo národní bezpečnosti, словац. Ministerstvo národnej bezpečnosti) — чехословацкое министерство, ведавшее госбезопасностью, поддержанием правопорядка и политическим сыском в последние годы правления Клемента Готвальда. Было выделено из структуры МВД в 1950. Политически контролировалось КПЧ, являлось инструментом политических репрессий. Вновь присоединено к МВД в 1953.

## Создание
Директива правительства Чехословакии об учреждении нового органа государственного управления — Министерства национальной безопасности (МНБ) — была издана за N 48/1950 от 23 мая 1950 года. Политическое решение о создании нового ведомства диктовалось двумя мотивами.
Первый — приведение чехословацких правоохранительных органов в соответствие с «эталонной» советской моделью: параллельное функционирование НКВД/МВД и НКГБ/МГБ. Второй — опасения руководства КПЧ в связи с резким усилением и политическими амбициями главы МВД Вацлава Носека (после февральского переворота 1948 Носек сосредоточил под своим руководством все государственные карательные органы и партийные вооружённые формирования). Кроме того, запланированный очередной цикл репрессий заострялся внутри самой КПЧ и должен был коснуться партийных функционеров и силовиков, связанных с МВД.

## Структура

### Службы и руководство
Согласно Директиве N 48/1950, из системы МВД в систему МНБ переводилась структура Корпуса национальной безопасности (SNB):
- Служба государственной безопасности (StB)
- служба Общественной безопасности (VB — уголовная, уличная и дорожная полиция)

а также
- Пограничная охрана (PS)
- Служба безопасности ВВС Чехословакии

Первым министром национальной безопасности был назначен Ладислав Копршива, крупный функционер КПЧ, член Президиума ЦК — прежде, однако, не имевший отношения к силовым структурам. Это обеспечивало большую степень управляемости со стороны партийного руководства. При этом среди заместителей Копршивы были крупные партийные силовики Йозеф Павел и Карел Шваб. Личным секретарём министра являлся полковник госбезопасности Карел Комарек.
Во главе StB первоначально стоял Освальд Заводский, во главе VB — полковник Виктор Линхарт, во главе PS — генерал Корпуса национальной безопасности Йозеф Павел. После гибели Линхарта в авиакатастрофе его сменил Станислав Баудыш. После ареста Заводского StB возглавил Антонин Прхал, он же заменил Шваба на посту замминистра.
С 1 сентября 1952 в МНБ была включена тюремная и конвойная охрана, учреждено Управление исправительных учреждений (ранее эти функции находились в ведении Министерства юстиции).
В том же году в МНБ было создано спецподразделение Внутренней охраны — для оперативного исполнения охранных и репрессивных функций. Особый департамент курировал Народную милицию КПЧ.
Таким образом, МНБ консолидировало практически все государственные силовые структуры, кроме вооружённых сил, находившихся в подчинении Министерства обороны. Полномочия МВД свелись к управлению гражданской администрацией.
Руководство МНБ осуществлялось отделом безопасности ЦК КПЧ и (до 1951) Комиссией ЦК по безопасности, в которой по должности состояли министр Копршива и заместители министра — Павел, затем Шваб.

### Структурные подразделения
В структуре МНБ функционировали следующие подразделения, именуемые штабами, секторами, впоследствии отделами:
- Штаб государственной безопасности, начальник — полковник Освальд Заводский; затем полковник Антонин Прхал
- Штаб общественной безопасности, начальник — полковник Виктор Линхарт; затем Станислав Баудыш, он же возглавлял 8-й сектор, с 3 апреля 19551 Отдел LM — курирование Народной милиции
- Штаб пограничной охраны, начальник — генерал Йозеф Павел
- Штаб военной разведки, начальник — майор ВВС Франтишек Халупа
- 1-й сектор, с 3 апреля 1951 Отдел O — личная охрана партийно-государственных руководителей, начальник — майор Йозеф Чех
- 2-й сектор, с 3 апреля 1951 Отдел Z — внешняя разведка, начальник — подполковник Оскар Валеш
- 3-й сектор, с 3 апреля 1951 Отдел E — регистрационный, начальник — капитан Ярослав Брож
- 4-й сектор, с 3 апреля 1951 Отдел T — оперативно-технический, начальник — подполковник Карел Смишек
- 5-й сектор, с 3 апреля 1951 Отдел V — тюремный, начальник — капитан Вацлав Йирас
- 6-й сектор, с 3 апреля 1951 Отдел S — связь, начальник — Алоис Прокопик
- 7-й сектор, с 3 апреля 1951 Отдел H — административно-экономический, начальник — доктор Карел Черны
- Отдел кадров и учебной подготовки, начальник — Йозеф Нун
- Секретариат министерства возглавлял лейтенант Доброслав Срнец.

### Реорганизация 1952
С 30 июня 1952 вступила в силу территориальная реорганизация МНБ. Региональные управления подразделялись на три категории:
- I категория (крупнейшие города): Прага, Братислава, Брно, Острава, Пльзень, Кошице
- II категория (крупные города): Ческе-Будеёвице, Карловы Вары, Усти-над-Лабем, Оломоуц, Готвальдов, Жилина, Прешов
- III категория: другие населённые пункты

Устанавливался порядок учреждения органов МНБ при региональных администрациях. Органы разведки и контрразведки, погранслужба и Внутренняя охрана переводились на военную модель организации и управления.

### Численность
На 1 сентября 1952 года в штате МНБ числились 47185 человек. Из них более половины — 28158 — являлись сотрудниками полиции, 12254 служили в StB, 6053 принадлежали к погранвойскам, 437 составляли министерский аппарат управления, 283 состояли в авиационной службе безопасности.

## Деятельность

### Партийные чистки
К 1950 году президент Чехословакии и глава КПЧ Клемент Готвальд с его ближайшим окружением — премьер-министр Антонин Запотоцкий, министр обороны Алексей Чепичка, министр иностранных дел Вильям Широкий, министр информации Вацлав Копецкий, министр внутренних дел Вацлав Носек (сохранявший тогда влияние) — приняли политическое решение о масштабной репрессивной кампании. Главный её элемент состоял в партийной чистке. Ставилась задача привести к повиновению либо устранить потенциальные элементы внутрипартийной фронды — представителей довоенной генерации КПЧ, молодых интеллектуалов, бойцов интербригад.
Эти группы рассматривались партийной верхушкой как неблагонадёжные, поскольку обладали собственным политическим опытом и заслугами, претендовали на самостоятельность, выдвигали свои альтернативные мнения. Существенно, что среди них были и функционеры органов госбезопасности, то есть самого МНБ — в том числе высокопоставленные. Значительную часть из них составляли лица еврейской национальности, что придавало кампании соответствующий уклон.
Инструментом репрессий стало Министерство национальной безопасности. «Стартовым выстрелом» явился арест члена ЦК КПЧ Отто Шлинга в ноябре 1950 года. Затем под арестом оказалась группа партийно-государственных функционеров — включая бывших членов Президиума ЦК Марию Швермову и Йозефа Франка, бывшего министра иностранных дел Владимира Клементиса, бывшего начальника военной разведки Бедржиха Рейцина, известного партийного журналиста и экономиста Людвика Фрейку, главного редактора Руде право Андре Симоне (он же Отто Кац). В феврале 1951 года были арестованы Йозеф Павел и Карел Шваб. Наконец, в ноябре 1951 года госбезопасность арестовала недавнего генерального секретаря ЦК КПЧ Рудольфа Сланского.
Комментируя происходящее, министр Копршива сравнивал обвиняемых с Троцким и подчёркивал «единые закономерности социалистического развития» в Чехословакии и Советском Союзе.
Процесс Сланского стал символической кульминацией чехословацких репрессий. Ключевую роль в его подготовке и проведении сыграли оперативные и следственные службы МНБ. Практиковалась грубая фальсификация обвинений, психологическое и физическое давление на обвиняемых. Процесс сопровождался антисемитской кампанией. Одиннадцать подсудимых из четырнадцати были казнены через повешение, трое приговорены к пожизненному заключению.
Среди казнённых по процессу Сланского был Карел Шваб. По другому процессу, но в том же контексте к 25 годам тюрьмы был приговорён Йозеф Павел (среди следователей по его делу был Ярослав Яноушек). 19 марта 1954 повешен Освальд Заводский.
В 1951 году была проведена репрессивная чистка в Компартии Словакии. Были арестованы и впоследствии осуждены видные словацкие коммунисты, в том числе Густав Гусак и Ладислав Новомеский.

### Репрессии против оппозиции
Наряду с партийными чистками, МНБ осуществляла акции подавления политической оппозиции и антикоммунистического сопротивления. На самый ранний период существования министерства пришёлся процесс Милады Гораковой. Госбезопасность мониторила общественные настроения (например, реакцию масс на процесс Сланского), выявляла и преследовала реальных и потенциальных противников режима.
Особым направлением являлось подавление подпольных организаций, некоторые из которых вели вооружённую борьбу. Широко известны действия организации Чёрный лев 777 (группа Ржезача—Сиротека—Шимы), Гостинские горы, группы братьев Машин. При этом интересно, что первая из названных организаций была ликвидирована госбезопасностью только в 1954, а братья Машин, совершив ряд дерзких нападений, сумели бежать за границу. Борьбу против «Гостинских гор» вело управление безопасности в районе Угерске-Градиште, руководители которого Людвик Главачка и Алоис Гребеничек были известны особой жестокостью и применением на допросах пыток электротоком.
Органы МНБ активно участвовали в подавлении восстания в Пльзене. После армейского разгона демонстрантов госбезопасность осуществляла аресты и допросы участников.

### Смена руководства
23 января 1952 была произведена смена руководства МНБ: отправлен в отставку Ладислав Копршива, на его место назначен секретарь Компартии Словакии Карол Бацилек — участник репрессий против «словацких буржуазных националистов», один из ключевых организаторов процесса Сланского. Его первым заместителями являлись словацкий функционер генерал Оскар Елень, (до того начальник политуправления чехословацкой армии) и Антонин Прхал (один из ключевых организаторов дела Сланского).

## Упразднение
14 марта 1953 умер Клемент Готвальд, простудившийся 12 марта на похоронах Сталина. На постах председателя (первого секретаря ЦК) КПЧ и президента Чехословакии его сменил Антонин Запотоцкий.
Новое руководство в целом продолжало прежний курс, в том числе в карательной политике. Так, в начале 1954 года был проведён «процесс региональных секретарей», на котором была приговорена к пожизненному заключению Мария Швермова. Однако масштабы репрессий всё же стали снижаться. С 1955—1956 началось освобождение политзаключённых. Постепенное изменение политики побудило к очередной реорганизации силовых структур.
14 сентября 1953 было упразднено Министерство национальной безопасности. Функции и кадры МНБ вернулись в МВД. Министром внутренних дел вместо Вацлава Носека был назначен вице-премьер Рудольф Барак — при Готвальде активный участник репрессий, после Готвальда приступивший к пересмотру политических приговоров.
Штатная численность МВД Чехословакии на 15 ноября 1953 года составляла почти 100 тысяч человек (из них почти 45 тысяч — пограничники и бойцы внутренней охраны). Таким образом, внеармейские силовые структуры за время существования данного ведомства увеличились более чем вдвое.